# Shjon Podein
Shjon Podein (* 5. März 1968 in Rochester, Minnesota) ist ein ehemaliger US-amerikanischer Eishockeyspieler, der im Verlauf seiner aktiven Karriere zwischen 1992 und 2006 unter anderem 826 Spiele für die Edmonton Oilers, Philadelphia Flyers, Colorado Avalanche und St. Louis Blues in der National Hockey League auf der Position des linken Flügelstürmers bestritten hat. Seinen größten Karriereerfolg feierte Podein in Diensten der Colorado Avalanche mit dem Gewinn des Stanley Cups im Jahr 2001. Im selben Jahr erhielt er die King Clancy Memorial Trophy, womit er für sein soziales Engagement ausgezeichnet wurde.

## Karriere
Podein startete seine Karriere startete auf der High School und der University of Minnesota Duluth. Hier holten ihn die Edmonton Oilers beim NHL Entry Draft 1988 in der achten Runde als 166.
1990 schickten die Oilers ihn in ihr Farmteam zu den Cape Breton Oilers in die American Hockey League. In der Saison 1992/93 kam er erstmals in der NHL zum Einsatz und spielte dort 40 Spiele. Mit Cape Breton gewann er den Calder Cup. Im folgenden Jahr warf ihn eine Verletzung zurück und brachte es nur auf 28 Spiele, vertrat aber auch die US-amerikanische Nationalmannschaft wie im Jahr zuvor bei der Weltmeisterschaft.
Zur Saison 1994/95 wechselte er zu den Philadelphia Flyers und schaffte dort den Durchbruch in der NHL. Er war kein überdurchschnittlich talentierter Spieler, aber er fand seine Rolle als Penalty-Killer und Spieler der mit sehr viel Einsatz für die Mannschaft wertvoll auf dem Eis, aber auch im Mannschaftsgefüge war. 1997 schaffte er es mit den Flyers in die Stanley Cup Finals. Im November 1998 holten ihn die Colorado Avalanche wegen seiner Defensivqualitäten im Austausch für Keith Jones und er enttäuschte nicht. Er war ein wertvoller Baustein im Team der Avalanche, dass in der Saison 2000/01 den Stanley Cup nach Denver holen konnte. Auch abseits vom Eis war Podein sehr positiv aufgefallen, da er sich mit seiner Children’s Foundation auch sehr stark sozial engagierte. Hierfür wurde er mit der King Clancy Memorial Trophy ausgezeichnet. Er wechselte Anfang 2002 für Mike Keane zu den St. Louis Blues. Hier spielte er noch in der folgenden Saison, bevor er nur für eine Saison in die zweite schwedische Liga zu den Växjö Lakers wechselte. Nach zwei Jahren dort beendete er seine Karriere im Jahr 2006 nach einer Spielzeit bei den Nikkō IceBucks in der Asia League Ice Hockey.

## Erfolge und Auszeichnungen
- 1993 Calder-Cup-Gewinn mit den Cape Breton Oilers
- 2001 Stanley-Cup-Gewinn mit der Colorado Avalanche
- 2001 King Clancy Memorial Trophy

## Karrierestatistik

### International
Vertrat die USA bei:
- Weltmeisterschaft 1993
- Weltmeisterschaft 1994
- Weltmeisterschaft 1998

(Legende zur Spielerstatistik: Sp oder GP = absolvierte Spiele; T oder G = erzielte Tore; V oder A = erzielte Assists; Pkt oder Pts = erzielte Scorerpunkte; SM oder PIM = erhaltene Strafminuten; +/− = Plus/Minus-Bilanz; PP = erzielte Überzahltore; SH = erzielte Unterzahltore; GW = erzielte Siegtore; 1 Play-downs/Relegation; Kursiv: Statistik nicht vollständig)